# ビハンタサルミ橋
ビハンタサルミ橋（ビハンタサルミきょう、フィンランド語: Vihantasalmen silta、英: Vihantasalmi bridge）は、フィンランドにある橋である。1999年に完成された。木造の道路橋としては世界最大の規模をもつ。

## 概要

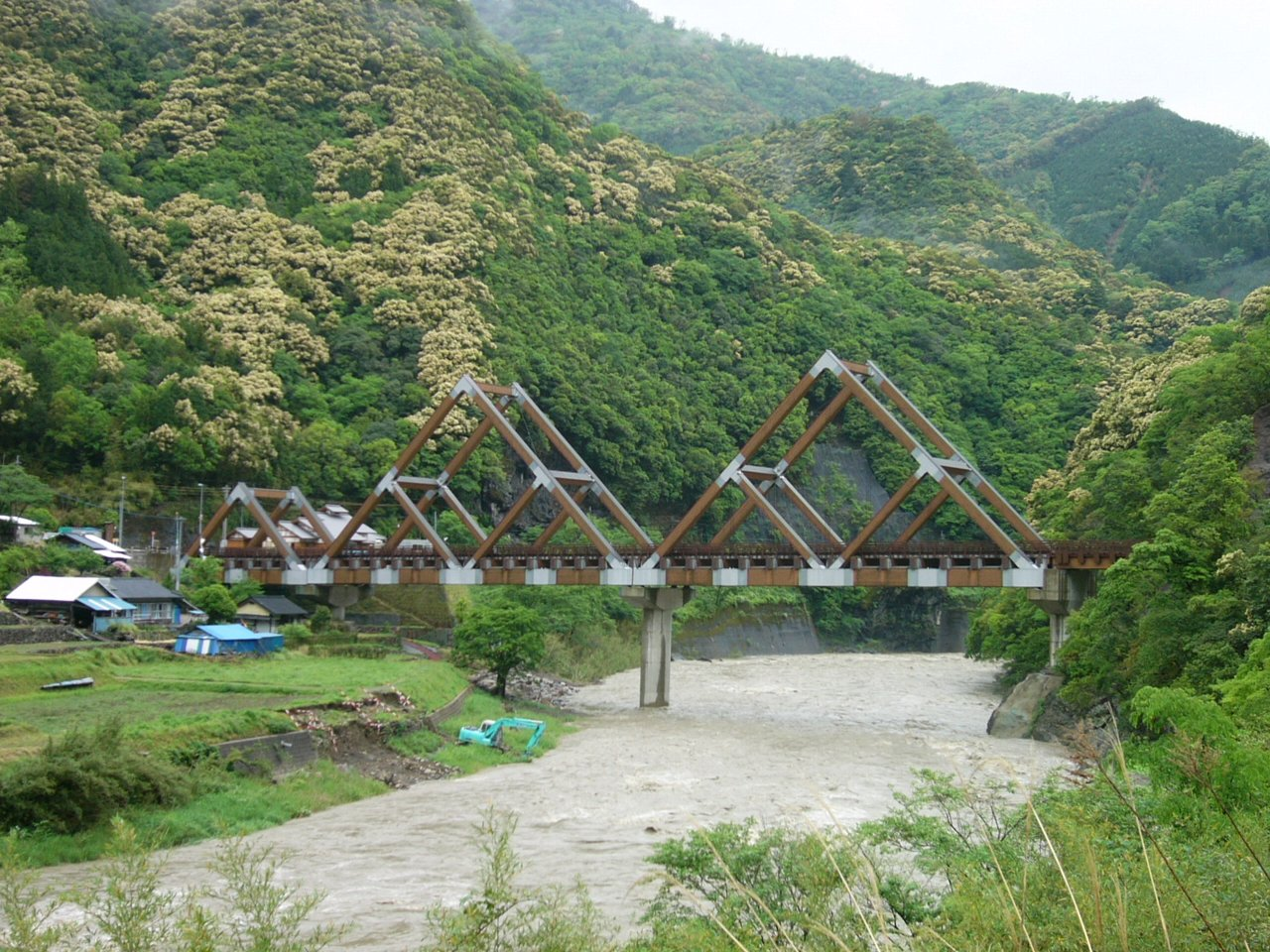
かりこぼうず大橋

南サヴォ県のミッケリ郡のマンチュハルユにあるビハンタサルミ海峡に架けられている。橋は、道路の用に供されており、国道5号の一部を構成する。
フィンランド交通インフラ庁によって管理されている。主な施工業者はワイ・アイ・ティーである。使用された木材は、Vierumäen Teollisuus社（現在のベルソウッド）によって提供された。宮崎県児湯郡西米良村にあるかりこぼうず大橋は、ビハンタサルミ橋をモデルとして建設された。

## 由来
橋は、もともと同地に架けられていた、老朽化した旧橋、鋼ランガー桁橋を架け替える形で建設された。1996年から1997年にかけて、欧州連合やフィンランド技術庁（現在のビジネスフィンランド）などが共同で橋の設計コンペティションを開催する。

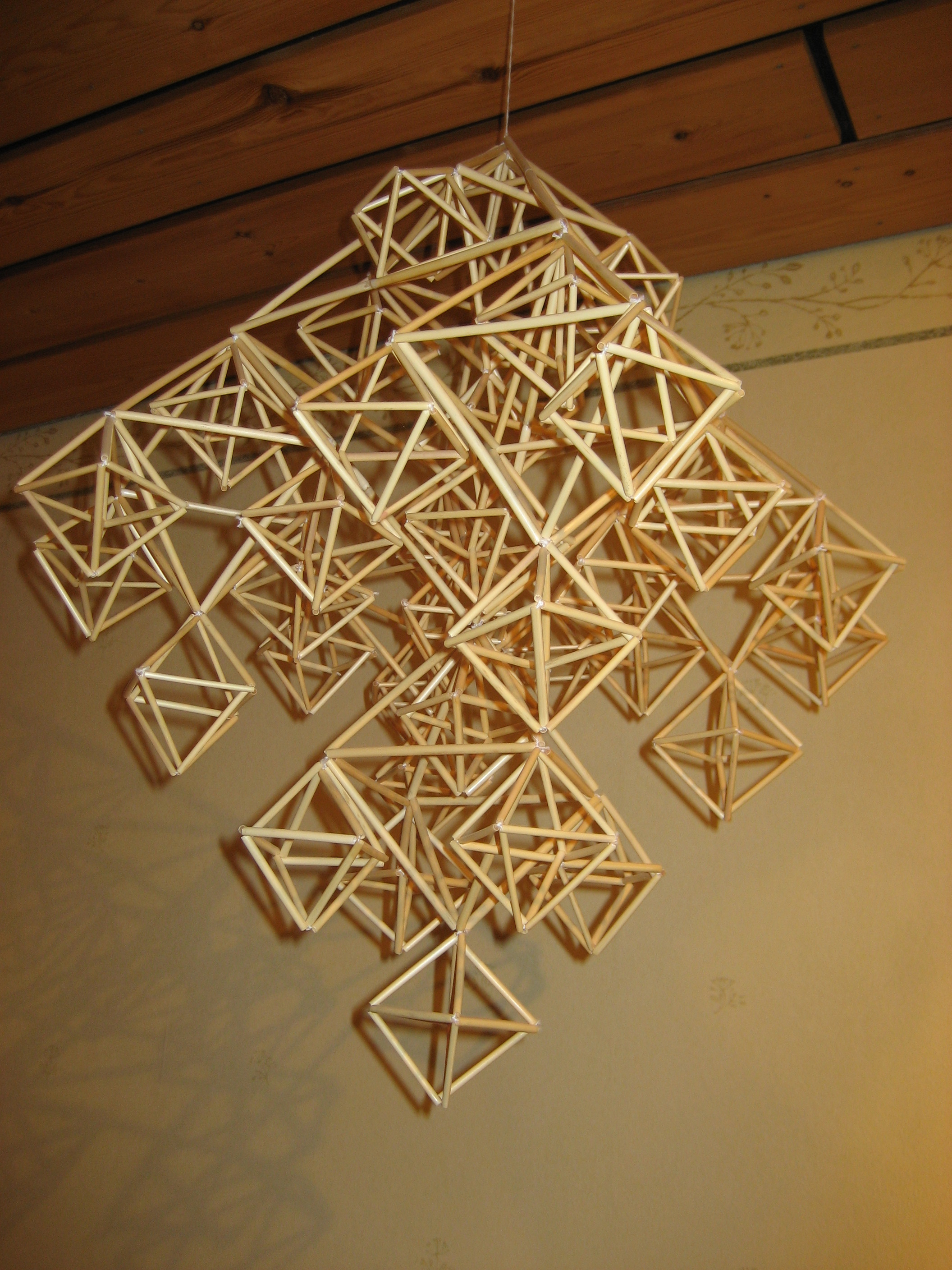
ヒンメリ

この設計競技で、エンジニアリング会社、ランタコッコ（フィンランド語: Rantakokko & Co Oy）による「ホンカヒンメリ」（フィンランド語: Honkahimmeli）と名付けられた設計案が一等に選ばれた。「ホンカヒンメリ」というのは、藁に糸を通して作られるフィンランドの伝統的な装飾品であるヒンメリを模した木質構造のことである。1997年に建設工事が開始され、1999年9月に完成された。1999年11月3日、一般交通への供用が開始される。2000年にはフィンランド・ウッドアワードを受賞している。

## 構造
構造形式は、キングポストトラスと呼ばれるトラス構造をもつトラス橋および桁橋である。全長は182メートルである。支間長は、21メートル＋42メートル＋42メートル＋42メートル＋21メートル＝168メートルである:8。トラス構造部材には集成材が採用されており、床版および桁橋部は木材およびコンクリートで造られている。橋には、985立方メートルの木材が用いられている。橋の上部構造に使用された構造用鋼は、270トンに及ぶ。
有効幅員は、車道が11メートル、歩行者および自転車用道路が3メートルの計14メートルである。車道は2車線である。歩行者および自転車用道路は、張り出し構造になっている。桁下高は4メートルである。橋の最高点から湖面までの距離はおよそ31メートルである
。